# Sierra Madre de Chiapas

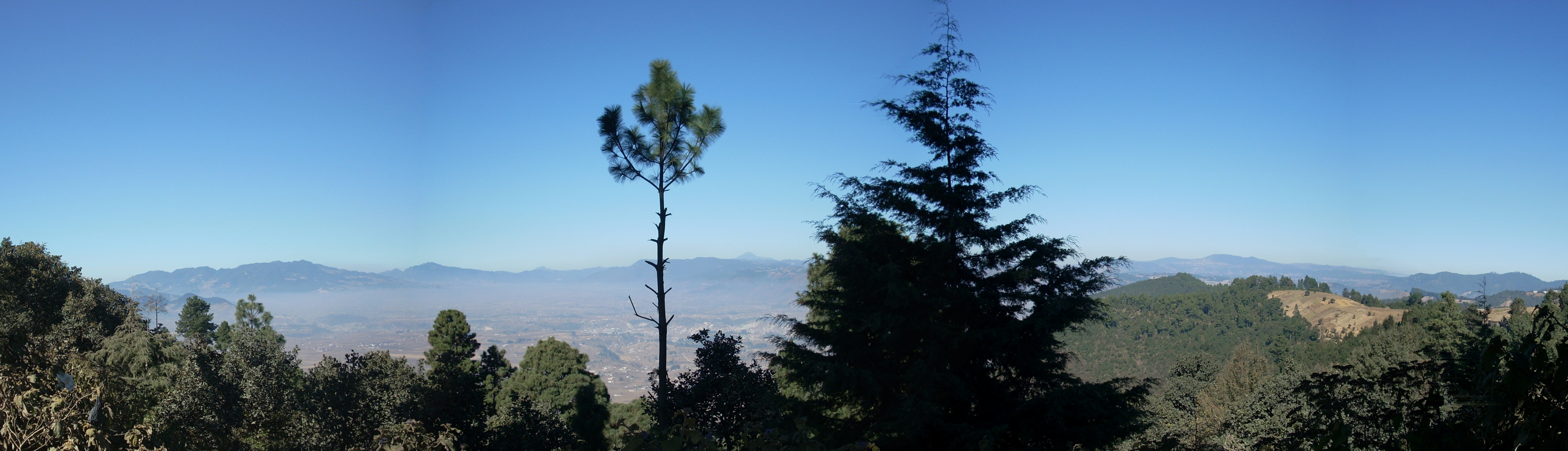
La sierra Madre de Chiapas au Guatemala.

Pour les articles homonymes, voir Sierra Madre.
La sierra Madre de Chiapas est une chaîne de montagne qui prend naissance dans l'Ouest de l'État du Chiapas au Mexique, traverse le Guatemala, le Salvador, avant de se terminer au Honduras.
Son point culminant est le Tajumulco, au Guatemala, qui s'élève à 4 220 m d'altitude. La chaîne abrite de nombreux volcans comme le Tacaná (4 060 m d'altitude), deuxième sommet de l'ensemble et situé à la frontière entre le Mexique et le Guatemala, et le Volcán de Fuego (3 763 m d'altitude) entièrement en territoire guatemaltèque, aux environs de l'ancienne capitale Antigua Guatemala. D'autres sommets sont remarquables : le cerro El Pital au Salvador qui culmine à 2 730 m d'altitude et le cerro Las Minas au Honduras dont il est le point le plus haut avec 2 870 m.
Le site est également classé réserve de biosphère par l'Unesco sous le nom d'El Triumfo en 1993.